# Piper pubicatulum
Piper pubicatulum är en pepparväxtart som beskrevs av C. Dc.. Piper pubicatulum ingår i släktet Piper och familjen pepparväxter. Inga underarter finns listade i Catalogue of Life.